# Nelson (opera)
Nelson är en engelsk opera i tre akter med musik av Lennox Berkeley och libretto av Alan Payan Pryce-Jones.

## Historia
Berkeley studerade musik för Nadia Boulanger och Maurice Ravel i Paris 1927–32. 1949 började han komponera operan Nelson som handlade om en av Storbritanniens största nationalhjältar, viceamiral lord Nelson. Det var Berkeleys första opera och den uppfördes med piano vid en konsert i London 1953 med Peter Pears i huvudrollen. Kritiken var välvilligt inställd men när operan hade premiär i sin helhet den 22 september 1954 var kritiken blandad. Orsaken kan ha varit att Benjamin Brittens opera The Turn of the Screw hade premiär samtidigt och de båda verken jämfördes till Brittens fördel. Nelson uppfördes nio gånger.

## Personer
- Mrs. Cadogan (mezzosopran)
- Lord Nelson (tenor)
- Lady Nelson (mezzosopran)
- Sir William Hamilton (baryton)
- Emma, Lady Hamilton (sopran)
- Lord Minto (baryton)
- Kapten Hardy (bas)
- Madame Serafin (kontraalt)
- Gäster, bybor, sjömän (kör)

## Handling

### Akt I
Operan börjar med en fest i Neapel med anledning av Horatio Nelsons 40-årsdag (efter slaget vid Nilen). Han möter ambassadörshustrun Emma Hamilton och de båda förälskar sig i varandra. 

### Akt II
Hemma i London bannar Nelsons hustru honom för flirten med lady Hamilton. Lord Minto och Nelsons fartygschef Thomas Hardy råder Nelson att avbryta affären med lady Hamilton då hela staden skvallrar om dom. 

### Akt III
Nelson och lady Hamilton tar ett ömt farväl av varandra i Portsmouths hamn innan Nelson ger sig iväg med flaggskeppet HMS Victory för att strida mot den fransk-spanska flottan. Under slaget vid Trafalgar såras Nelson dödligt och han dör i Hardys armar. Hans sista tanke går till Emma. När Hardy har återvänt till England beger han sig till Nelsons lantegendom Merton Place där han ger lady Hamilton budet om Nelsons död. Hon tröstar sig med tanken på att ha varit med om att skriva historia.